# Damjan Kukec
Damjan Kukec (11. veljače 1997.), hrvatski reprezentativni kajakaš i kanuist. 
Na 10. europskom prvenstvu na divljim vodama koje se održalo 2015. u Banjoj Luci na rijeci Vrbasu u disciplini klasičnom spustu osvojio je 24. mjesto vremenom 12:16.81.